# Vladimír Tylšar
Vladimír Tylšar (1. června 1924 Prostějov – 21. července 1945 Svatý Kopeček) byl český skaut a student medicíny, zakladatel 8. středisko Vládi Tylšara v Olomouci. Zasloužil se o rozvoj skautingu v Olomouci a především díky němu vzniklo středisko, které dnes nese jeho jméno.

## Život
O rodině Vládi Tylšara toho obecně moc nevíme. Existují však fotografie jeho otce a sestry Josefy Tylšarové. Vláďa Tylšar byl studentem medicíny a skautem, 12. listopadu 1938 složil svůj junácký slib.

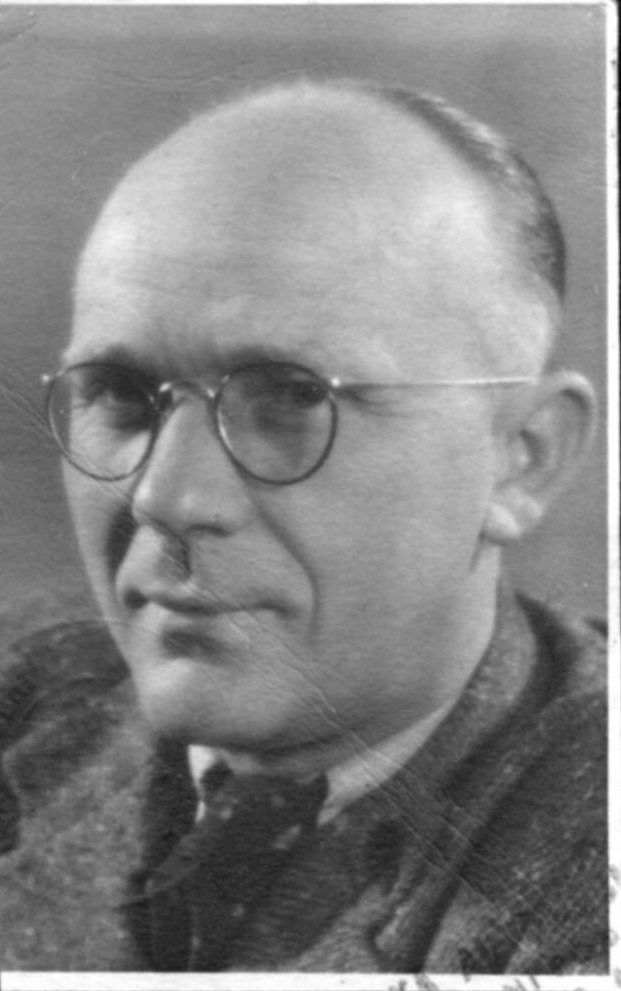
Otec Vladimíra Tylšara

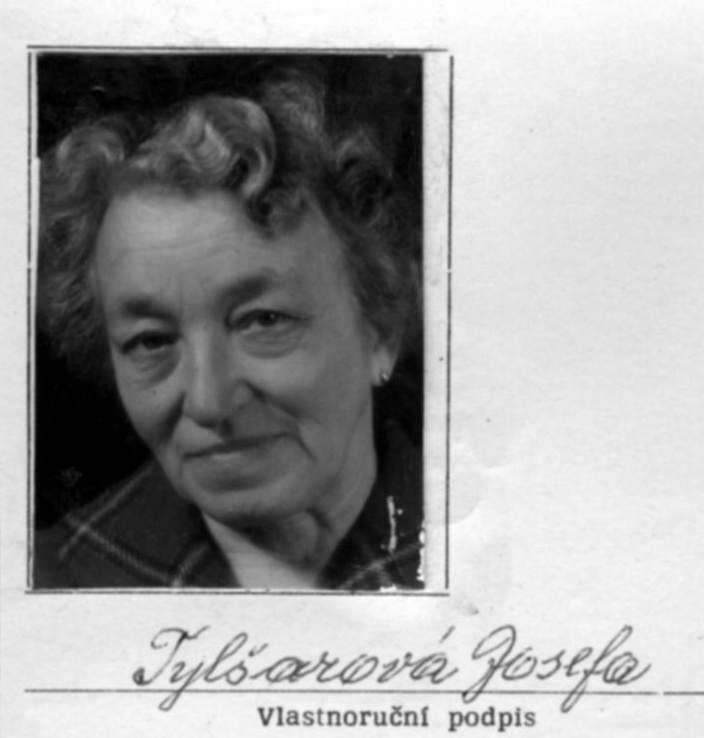
sestra Josefa Tylšarová

### Založení skautského střediska
Na jeho počátku byly skupinky nadšených chlapců, kteří 18. srpna 1938 v olomoucké části Nová Ulicedali dohromady skautský oddíl, v Olomouci v pořadí 8., s názvem Psohlavci. Vedoucím hochů se stal Mirek Lang a zástupcem byl právě Vladimír Tylšar. Kluci se scházeli ve sklepě rodiny Langů. Další měsíc již oddíl čítal přes dvacet členů, kteří se také zapojili do civilní protiletecké ochrany. Roku 1939, kdy jich bylo již okolo padesátky, také poprvé tábořili, a to v Kozově pod Bouzovem – 35 chlapců, většina ve věku 6 – 14 let, jen čtyři z nich dosáhli 17 let. Tábor připravovaný o rok později však již neproběhl. Jejich činnost byla kvůli válce, respektive omezení ze strany Protektorátu a gestapa pozastavena. Junák byl pak výnosem K. H. Franka dne 28. října 1940 pro údajnou velezrádnou činnost hromadně rozpuštěn a jeho majetek zabaven.

### Úmrtí
Osudnou se Vláďovi stala událost 21. července 1945, kdy spolu s bratry pomáhali se sběrem vojenské munice v lesích okolo Svatého Kopečka. Jeden z bratrů na něj z legrace namířil pistoli a zmáčkl spoušť. Zbraň naneštěstí doopravdy vystřelila. Přes okamžité přivolání záchranné služby mu již nebylo pomoci a o několik hodin později zemřel. 24. července 1945 pak bylo jeho tělo nesli skauti v pohřebním průvodu na novoulický hřbitov, kde byl uložen do rodinné hrobky.

## Středisko v letech 1945–1950

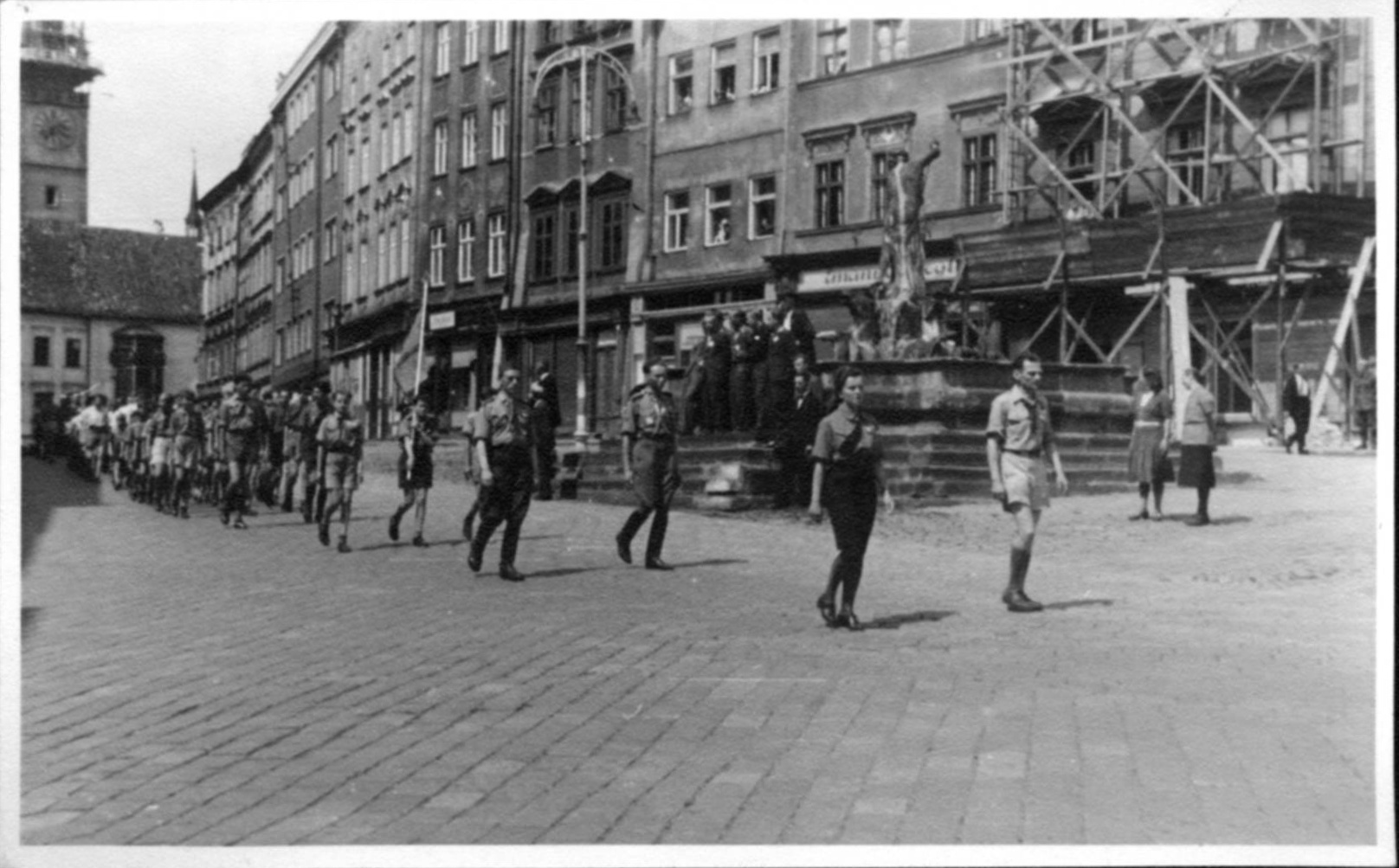
Ve dnech osvobození 1945

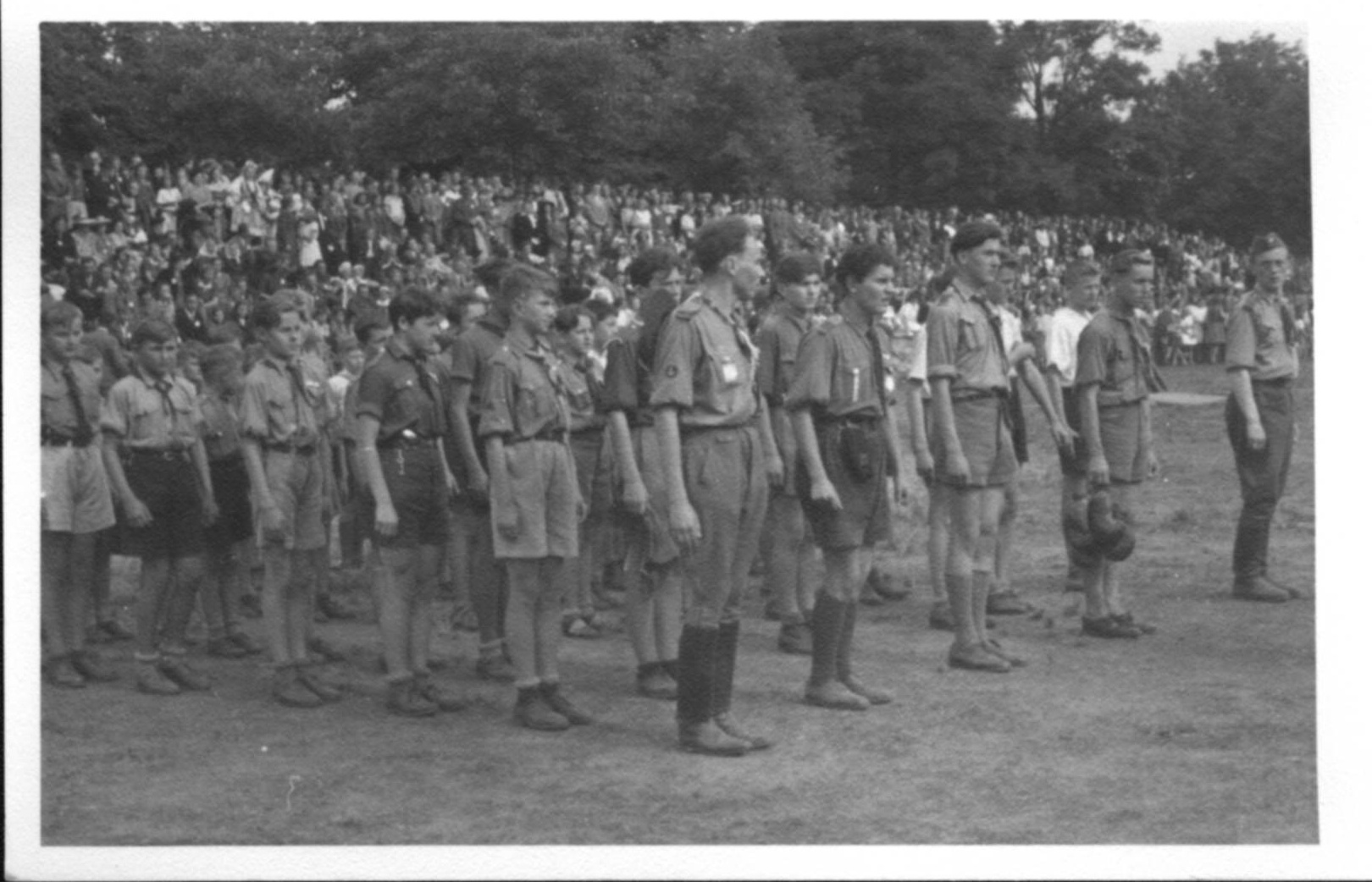
Dny osvobození mládeže 1945

S koncem války na jaře 1945 bylo umožněno pokračování „spolkových aktivit“, tudíž i 8. oddíl Psohlavci se začal znovu scházet, zprvu zejména při pomocných poválečných pracích. Brzy měl ke stovce členů. A zájem projevovaly také dívky, které pod metodickým vedením Vládi do 8. oddílu skautek připojila Anastázie Růžková. Oba tyto oddíly spolupracovaly například při vydávání společného oddílového časopisu „8. se hlásí!“, jehož prvním redaktorem byl právě Vláďa Tylšar, či hraní loutkového divadla a dalších akcích. V té době bylo také ustanoveno, že z dosavadních rozrostlých oddílů vzniknou autonomní střediska. Oba osmé oddíly o členy neměly nouzi, na Nové Ulici bylo tedy zřízeno středisko se zachovaným pořadovým číslem 8. Jeho vedoucím se stal Vláďa Tylšar, zástupcem Mirek Lang.
Dohromady středisko sestávalo z pěti oddílů:
- 8. oddíl junáků: vedoucí oddílu Vlastimil Vamberský, jeho zástupce Václav Vích
- 8. oddíl skautek: vedoucí oddílu Anastázie Růžková
- 20. oddíl/smečka vlčat: vedoucí oddílu Vlasta Nováková, zástupce Jan Vamberský
- 21. oddíl junáků: vedoucí oddílu Antonín Kos, zástupce Ladislav Veškrňa
- 22. oddíl junáků: vedoucí oddílu Mirek Čáslavský

Vláďa Tylšar ještě stihl v létě převzít novou klubovnu, než došlo k oné tragické události. Svůj nový "domov" dostali ve vile po MUDr. Eduardu Konradu Zimovi. Po náhlém úmrtí Vládi ho jako vedoucího střediska zastoupil Mirek Lang, který byl po odchodu na vojnu nahrazen nejprve dočasně Mirkem Čáslavským, později Richardem Rosou – Ríšou. Ten ve funkci zažil krušnější chvilky, (brzká ztráta klubovny ve vile, zánik 21. oddílu), ale i ty hezčí, třeba na táboře ve Staré Vsi u Rýmařova, kam se Richard Rosa přestěhoval kvůli práci. Poté jej vystřídal Theodor Komárek – Dorek, za nějž byla založena tradice závodu v běhu na lyžích – Memoriál Vládi Tylšara, jehož první ročník se konal na začátku roku 1947 na Nepřívazích u Libavé. O rok později pak středisku bylo dáno Vláďovo jméno.
V roce 1946 se Junák, stejně jako i další mládežnické organizace, stal kolektivním členem Svazu české mládeže (SČM). Po únorovém převratu v roce 1948 a vzniku Pionýrské organizace v roce 1949 ještě chvíli nějakým způsobem koexistovaly obě organizace, ale během krátké doby se stalo povinným výlučné členství v pionýru. Poslední dva oddíly 8. střediska ještě v létě 1949 vyrazily na borůvkový tábor do Mnichova u Vrbna. Junák pak roku 1950 na dlouhou dobu opět fakticky přestal existovat, ač oficiálně zrušen ani rozpuštěn nebyl. V roce 1952 byl dokonce jeden z vedoucích střediska, bratr Theodor Komárek - Dorek, za svoji činnost v Junáku zadržen StB a následně propuštěn až o rok později.